# Amsterdamsche Football Club Ajax 2010-2011
Questa pagina raccoglie i dati riguardanti l'Amsterdamsche Football Club Ajax nelle competizioni ufficiali della stagione 2010-2011.

## Stagione
La stagione inizia con la sconfitta per 1-0 contro il Twente nella Johan Cruijff Schaal, mentre in seguito l'Ajax ritorna in Champions League dopo un lustro di esilio. Batte nei preliminari il PAOK e la Dinamo Kiev, e viene poi inserito in un gruppo comprendente il Milan, il Real Madrid e l'Auxerre. A dicembre Martin Jol si dimette dall'incarico, e la squadra viene affidata a Frank de Boer, icona del club biancorosso e sino a quel momento tecnico delle giovanili. Questo avvicendamento avviene prima dell'ultima partita del girone, che si deve disputare a Milano contro i rossoneri già qualificati agli ottavi. Alla fine i Lancieri sconfiggono i padroni di casa per 2-0 e raggiungono il terzo posto che vale l'Europa League (nella quale elimineranno l'Anderlecht per poi venir sconfitti dallo Spartak Mosca negli ottavi), tuttavia Luis Alberto Suárez viene ceduto in gennaio al Liverpool.
Intanto però Johan Cruijff dalle colonne del De Telegraaf critica la gestione della squadra operata dalla giunta direttiva; il presidente del club Uri Coronel reagisce, definendo provocatoriamente l'ex "numero 14" un '"semidio", ma alla fine è costretto a rassegnare le dimissioni insieme con gli altri componenti. Sul campo, però, la squadra pare avere ritrovato la sua fisionomia: de Boer rilancia i giovani del vivaio e guadagna terreno in campionato. L'Ajax perde 3-2 la finale della coppa nazionale contro il Twente, ma può festeggiare contro questa stessa squadra la conquista del trentesimo titolo olandese. La squadra torna così alla vittoria in campionato dopo un digiuno durato sette lunghi anni, inoltre conquista la prestigiosa "terza stella". La rosa titolare di questa squadra ha un'età media di 22 anni, ed è la più giovane di sempre a laurearsi campione in Eredivisie. Inoltre Frank de Boer è il terzo olandese della storia, dopo Rinus Michels e Ronald Koeman ad aver vinto in patria il campionato sia da giocatore sia da allenatore..

## Maglie e sponsor
| Casa | Trasferta |

## Organigramma societario
Fonte
Area direttiva
- Presidente:  Uri Coronel.

Area tecnica
- Allenatore:  Martin Jol fino al 6/12/2010, poi  Frank de Boer.
- Allenatore in seconda:  Hennie Spijkerman,  Danny Blind

## Rosa
| N. |                        | Ruolo | Calciatore           |
| -- | ---------------------- | ----- | -------------------- |
| 1  | Paesi Bassi (bandiera) | P     | Maarten Stekelenburg |
| 2  | Paesi Bassi (bandiera) | D     | Gregory van der Wiel |
| 3  | Belgio (bandiera)      | D     | Toby Alderweireld    |
| 4  | Belgio (bandiera)      | D     | Jan Vertonghen       |
| 5  | Paesi Bassi (bandiera) | C     | Vurnon Anita         |
| 6  | Camerun (bandiera)     | C     | Eyong Enoh           |
| 7  | Serbia (bandiera)      | A     | Miralem Sulejmani    |
| 8  | Danimarca (bandiera)   | C     | Christian Eriksen    |
| 9  | Marocco (bandiera)     | A     | Mounir El Hamdaoui   |
| 10 | Paesi Bassi (bandiera) | C     | Siem de Jong         |
| 11 | Paesi Bassi (bandiera) | C     | Urby Emanuelson      |
| 12 | Paesi Bassi (bandiera) | P     | Kenneth Vermeer      |
| 13 | Paesi Bassi (bandiera) | D     | André Ooijer         |
| 15 | Uruguay (bandiera)     | C     | Nicolás Lodeiro      |
| 16 | Uruguay (bandiera)     | A     | Luis Suárez          |
| 17 | Paesi Bassi (bandiera) | D     | Daley Blind          |
| 18 | Svezia (bandiera)      | C     | Rasmus Lindgren      |
| 19 | Finlandia (bandiera)   | C     | Teemu Tainio         |
| 20 | Paesi Bassi (bandiera) | C     | Demy de Zeeuw        |

| N. |                          | Ruolo | Calciatore        |
| -- | ------------------------ | ----- | ----------------- |
| 21 | Corea del Sud (bandiera) | A     | Suk Hyun-jun      |
| 22 | Marocco (bandiera)       | C     | Ismaïl Aissati    |
| 22 | Croazia (bandiera)       | A     | Darío Cvitanich   |
| 23 | Spagna (bandiera)        | D     | Oleguer           |
| 24 | Paesi Bassi (bandiera)   | C     | Marvin Zeegelaar  |
| 25 | Paesi Bassi (bandiera)   | C     | Mitchell Donald   |
| 28 | Paesi Bassi (bandiera)   | C     | Roly Bonevacia    |
| 29 | Camerun (bandiera)       | D     | Thimothée Atouba  |
| 30 | Paesi Bassi (bandiera)   | P     | Jeroen Verhoeven  |
| 31 | Austria (bandiera)       | A     | Darko Bodul       |
| 33 | Armenia (bandiera)       | C     | Aras Özbiliz      |
| 34 | Paesi Bassi (bandiera)   | C     | Evander Sno       |
| 35 | Egitto (bandiera)        | A     | Mido              |
| 36 | Paesi Bassi (bandiera)   | P     | Ronald Graafland  |
| 37 | Paesi Bassi (bandiera)   | C     | Jody Lukoki       |
| 41 | Paesi Bassi (bandiera)   | A     | Lorenzo Ebecilio  |
| 46 | Paesi Bassi (bandiera)   | A     | Florian Jozefzoon |
| 54 | Uruguay (bandiera)       | D     | Bruno Silva       |

## Risultati

### Supercoppa d'Olanda
| Arbitro: | Blom |

|  |           |            |
|  | Marcatori | 8’ de Jong |

### Champions League

#### Fase a gironi
| Arbitro: | Damir Skomina |

|                              |           |  |
| Anita 31’ (aut.) Higuaín 73’ | Marcatori |  |

| Arbitro: | Felix Brych |

|                 |           |                 |
| El Hamdaoui 23’ | Marcatori | 37’ Ibrahimović |

| Arbitro: | Olegário Benquerença |

|                        |           |           |
| de Zeeuw 7’ Suarez 41’ | Marcatori | 56’ Birsa |

| Arbitro: | Mark Clattenburg |

|                           |           |                  |
| Sammaritano 9’ Langil 84’ | Marcatori | 79’ Alderweireld |

| Arbitro: | Craig Thomson |

|  |           |                                                 |
|  | Marcatori | 36’ Benzema 44’ Arbeloa 70’, 81’ (rig.) Ronaldo |

| Arbitro: | Claus Bo Larsen |

|  |           |                               |
|  | Marcatori | 57’ de Zeeuw 66’ Alderweireld |

### Europa League

#### Fase a eliminazione diretta
| Arbitro: | Gianluca Rocchi |

|  |           |                                              |
|  | Marcatori | 32’ Alderweireld 59’ Eriksen 67’ El Hamdaoui |

| Arbitro: | Martin Hansson |

|                   |           |  |
| Sulejmani 11’ 17’ | Marcatori |  |

| Arbitro: | Manuel Gräfe |

|  |           |          |
|  | Marcatori | 57’ Alex |

| Arbitro: | Martin Atkinson |

|                                    |           |  |
| Kombarov 21’ Welliton 30’ Alex 54’ | Marcatori |  |

### Coppa d'Olanda
| Arbitro: | Wiedemeijer |

|                                                            |           |                  |
| Ebecilio 13’ El Hamdaoui 33’ de Jong 55’, 85’ de Zeeuw 58’ | Marcatori | 27’ (aut.) Blind |

| Arbitro: | Blom |

|                                  |           |                           |
| Brama 45’ Janssen 56’ Janko 117’ | Marcatori | 19’ de Zeeuw 40’ Ebecilio |

## Statistiche

### Statistiche di squadra
| Competizione          | Punti | Totale | Totale | Totale | Totale | Totale | Totale |
| Competizione          | Punti | G      | V      | N      | P      | Gf     | Gs     |
| --------------------- | ----- | ------ | ------ | ------ | ------ | ------ | ------ |
| Eredivisie            | 73    | 34     | 22     | 7      | 5      | 72     | 30     |
| KNVB beker            | -     | 6      | 5      | 0      | 1      | 20     | 5      |
| Johan Cruijff Schaal  | -     | 1      | 0      | 0      | 1      | 0      | 1      |
| UEFA Champions League | 7     | 10     | 3      | 4      | 3      | 11     | 16     |
| Europa League         | -     | 4      | 2      | 0      | 2      | 5      | 4      |
| Totale                |       | 55     | 32     | 11     | 12     | 108    | 56     |

### Statistiche individuali
- Talento dell'anno
  -  Christian Eriksen